# Antonio Snider-Pellegrini

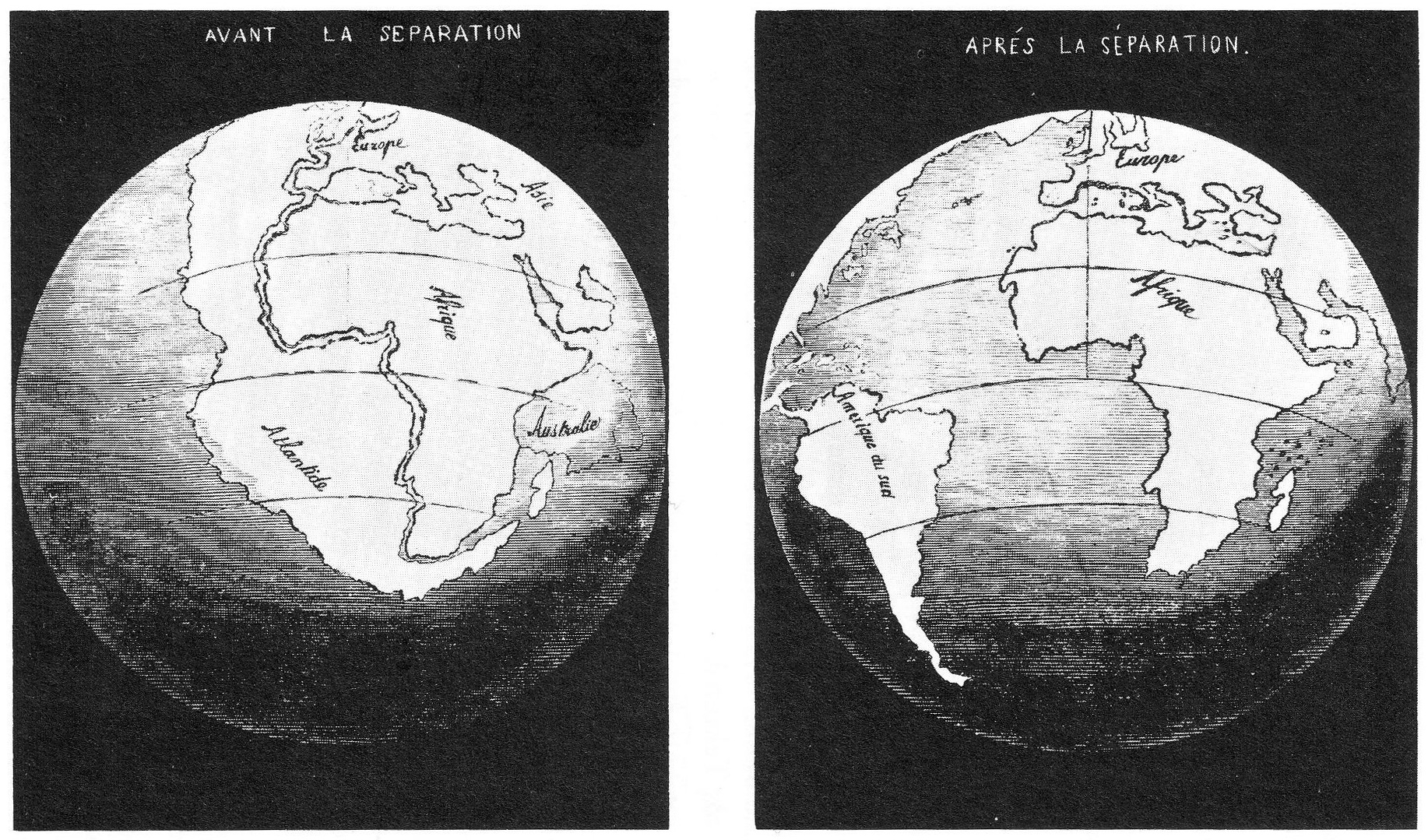
Snider-Pellegrini's tekening uit 1858, waarop zijn idee te zien is hoe Afrika en Zuid-Amerika aan elkaar vast hebben gezeten.

Antonio Snider-Pellegrini (1802–1885) was een Frans geograaf en geleerde. Snider-Pellegrini opperde een aantal decennia voor Alfred Wegener de mogelijkheid dat de continenten kunnen bewegen.
Snider-Pellegrini publiceerde in 1858 zijn boek La Création et ses mystères dévoilés waarin hij voorstelde dat alle continenten ooit aan elkaar vast gelegen hadden. Hij baseerde zijn idee op het feit dat hij vergelijkbare fossielen gevonden had in Europa en de Verenigde Staten. Hij geloofde dat de Bijbelse zondvloed ervoor gezorgd had dat de continenten uit elkaar bewogen.